# Белл-Ейкерс (Пенсільванія)
Белл-Ейкерс (англ. Bell Acres) — місто (англ. borough) в США, в окрузі Аллегені штату Пенсільванія. Населення — 1505 осіб (2020).

## Географія
Белл-Ейкерс розташований за координатами 40°35′23″ пн. ш. 80°10′26″ зх. д. / 40.58972° пн. ш. 80.17389° зх. д. (40.589768, -80.173799).  За даними Бюро перепису населення США в 2010 році місто мало площу 13,90 км², уся площа — суходіл.

## Демографія
Згідно з переписом 2010 року, у селищі мешкало 1388 осіб у 532 домогосподарствах у складі 422 родин. Густота населення становила 100 осіб/км².  Було 571 помешкання (41/км²).
Расовий склад населення:
| - 94,2 % — білих - 2,7 % — чорних або афроамериканців - 1,3 % — азіатів - 0,1 % — вихідців з тихоокеанських островів - 0,1 % — корінних американців |

До двох чи більше рас належало 1,4 %. Частка іспаномовних становила 1,3 % від усіх жителів.
За віковим діапазоном населення розподілялося таким чином: 23,7 % — особи молодші 18 років, 61,2 % — особи у віці 18—64 років, 15,1 % — особи у віці 65 років та старші. Медіана віку мешканця становила 47,0 року. На 100 осіб жіночої статі у селищі припадало 97,4 чоловіків;  на 100 жінок у віці від 18 років та старших — 98,3 чоловіків також старших 18 років.
Середній дохід на одне домашнє господарство  становив 132 209 доларів США (медіана — 84 479), а середній дохід на одну сім'ю — 153 039 доларів (медіана — 92 386). Медіана доходів становила 70 833 долари для чоловіків та 48 542 долари для жінок. За межею бідності перебувало 6,1 % осіб, у тому числі 7,1 % дітей у віці до 18 років та 6,1 % осіб у віці 65 років та старших.
Цивільне працевлаштоване населення становило 684 особи. Основні галузі зайнятості: освіта, охорона здоров'я та соціальна допомога — 24,7 %, науковці, спеціалісти, менеджери — 14,6 %, роздрібна торгівля — 11,1 %, фінанси, страхування та нерухомість — 10,4 %.